# William Sery
William Sery est un footballeur français, international martiniquais, né le 20 mars 1988 à Paris. Il évolue au poste de défenseur central avec l'US Fleury 91 en National 2.

## Biographie

### Formation
En 2003, aux côtés des futurs pros Kévin Olimpa, Yannick Boli, Romuald Marie et Azrack Mahamat, il fait partie de la sélection de la Ligue de Paris-Île-de-France qui dispute la Coupe nationale des 14 ans. Au centre de formation du Paris Saint-Germain, Sery est surclassé et porte le brassard de capitaine mais petit à petit il est surclassé par ses coéquipiers.

### Carrière amateur
À 18 ans et après un essai de deux semaines, il rejoint le Stade lavallois où il évolue pendant un an avec les 18 ans nationaux. La saison suivante, il se fait une place de titulaire dans le groupe de CFA2 et il est petit à petit intégré au groupe de National. À la suite d'une altercation avec un autre joueur de CFA2, il est suspendu pendant sept matchs, ce qui combiné à une blessure aux adducteurs l'écarte du groupe de l'équipe professionnelle. En 2009 il n'est pas conservé par le Stade lavallois et quitte le club. C'est à ce moment que le SR Saint-Dié en profite pour le relancer en le recrutant.
Continuant sa carrière en amateur, il enchaîne trois saisons au sein de l'effectif de l'US Raon-l'Étape (CFA) où il est capitaine pour la saison 2012-2013. Il s'engage pour un an du côté de l'AS Lyon-Duchère pour la saison 2013-2014. Il s'engage ensuite à l'AS Moulins pour la saison 2014-2015 où il finit dans l'équipe type du groupe B de CFA.

### Accès au professionnalisme
Ces belles performances lui valent d'être contacté par plusieurs clubs de National et de CFA mais son choix se portera sur le nouveau projet de l'US Quevilly-Rouen Métropole où il est capitaine à partir de janvier 2016 et décroche la montée en National puis en Ligue 2. Il est élu dans l'équipe type de la saison aux Trophées du National 2017.
Pour la saison 2017-2018, William Sery bénéficie d'un temps de jeu de 25 matches de championnats sur 38 possibles pour 1 but marqué en championnat. Il ne pourra pas empêcher la relégation de son club. Néanmoins, sa saison lui permet d'être contacté par plusieurs clubs de Ligue 2 et de National mais son choix se portera sur le club ambitieux de 2e division turque de Giresunspor (actuellement en 1re division)  avec lequel il s'engage pour une durée de deux ans.

### Fin de carrière
Après une saison au cours de laquelle il dispute dix matches pour 1 but inscrit, il décide en 2019 de poursuivre le club devant la justice (la FIFA) en raison de problèmes de paiements, et obtient gain de cause en 2021. Entre-temps malgré des sollicitations de club etrangés et de National 1, il continue sa carrière en National 2, au sein de l'ambitieux club FC Fleury 91 et son emblématique président Pascal Bovis.

### Parcours international
En 2012 il est sélectionné pour la première fois avec l'équipe de Martinique à l'occasion du 2e tour préliminaire de la Coupe caribéenne des nations 2012. Il est de nouveau appelé en 2013 pour la Gold Cup aux États-Unis. En 2017 il est contacté pour la Gold Cup mais n'est pas libéré par le président de Quevilly Rouen Métropole.
En 2022 il déclare souhaiter de nouveau porter les couleurs de la Martinique.

### Reconversion
Il prépare actuellement une licence STAPS Entrainement Sportif afin de devenir préparateur physique au sein d'un club professionnel.

## Palmarès
Quevilly Rouen Métropole
Championnat de France de football de National
- Vice-champion : 2017
- nommé dans l'équipe type FFF au poste de défenseur central